# Louis Gaudin

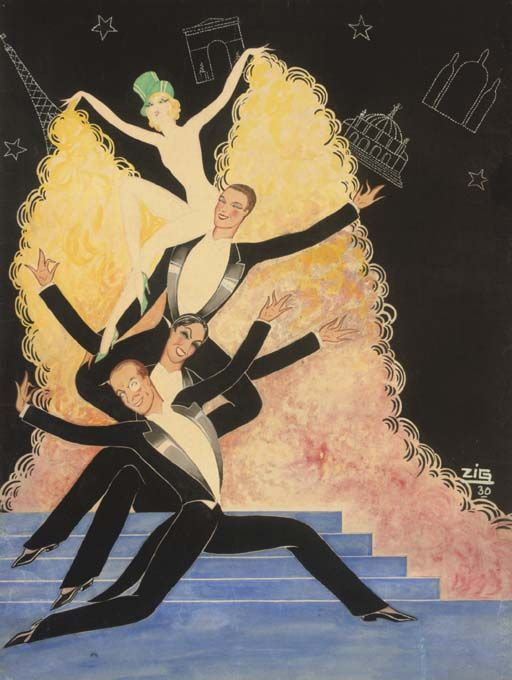
Misstinguett

Louis Gaudin (* 1882; † 1936) war ein französischer Plakatkünstler und Kostümbildner. Louis Gaudin signierte seine Werke mit dem Pseudonym „Zig“. In vielen seiner Arbeiten folgte er dem Stil des Art déco.
Er begann seine Tätigkeit in den Vereinigten Staaten, wo er in den 1920er Jahren Bühnenkostüme für die am Broadway ausgestellten Musicals entwarf.
Im Zeitraum von 1926 bis 1932 schuf Louis Gaudin viele Plakate für Auftritte von Josephine Baker, Mistinguett, Maurice Chevalier, Sacha Guitry und anderen Künstlern der Pariser Revuetheater.
Er entwarf weiterhin Theaterkostüme und auch Kleider für die Pariser Modehäuser.